# Notomyotida
De Notomyotida vormen een orde van de Zeesterren (Asteroidea). De orde telt één familie. De soorten uit deze orde leven in de diepzee.

## Familie
- Benthopectinidae Verrill, 1894

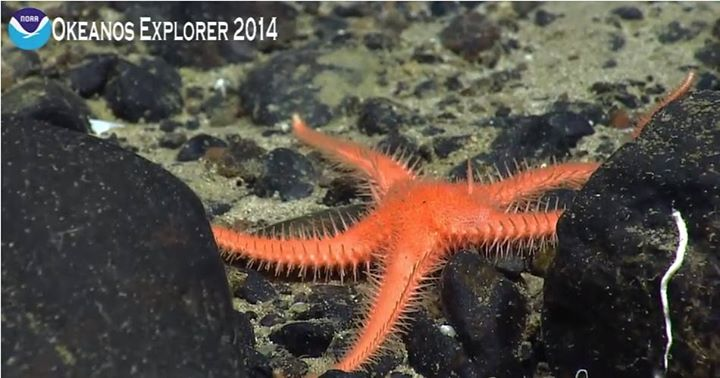
Benthopecten sp.
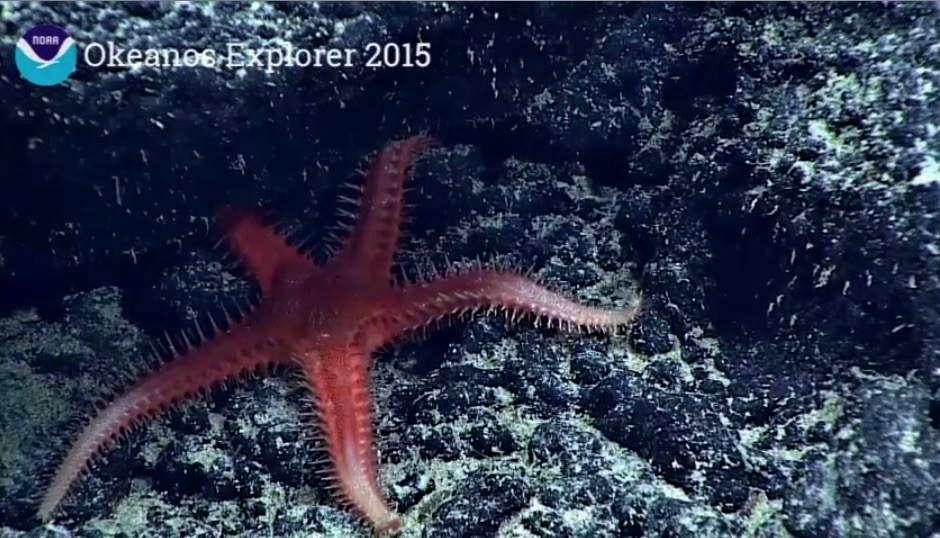
Cheiraster sp.